# يوزف أكرمان
يوزف أكرمان Josef Ackermann (1905 – 1997) كان سياسيا ألمانيا ونائبا في الرايخستاغ عن الحزب النازي، الذي انضم إليه في عام 1925. ثم أصبح متحدثا رسميا له. اعتقل بعد الحرب في لوكسمبورغ وحكم عليه بالسجن عشر سنوات، خففت إلى سبع سنوات، وفي أوائل الخمسينات عاد إلى ألمانيا.